# دوناتو گاما دا سیلوا

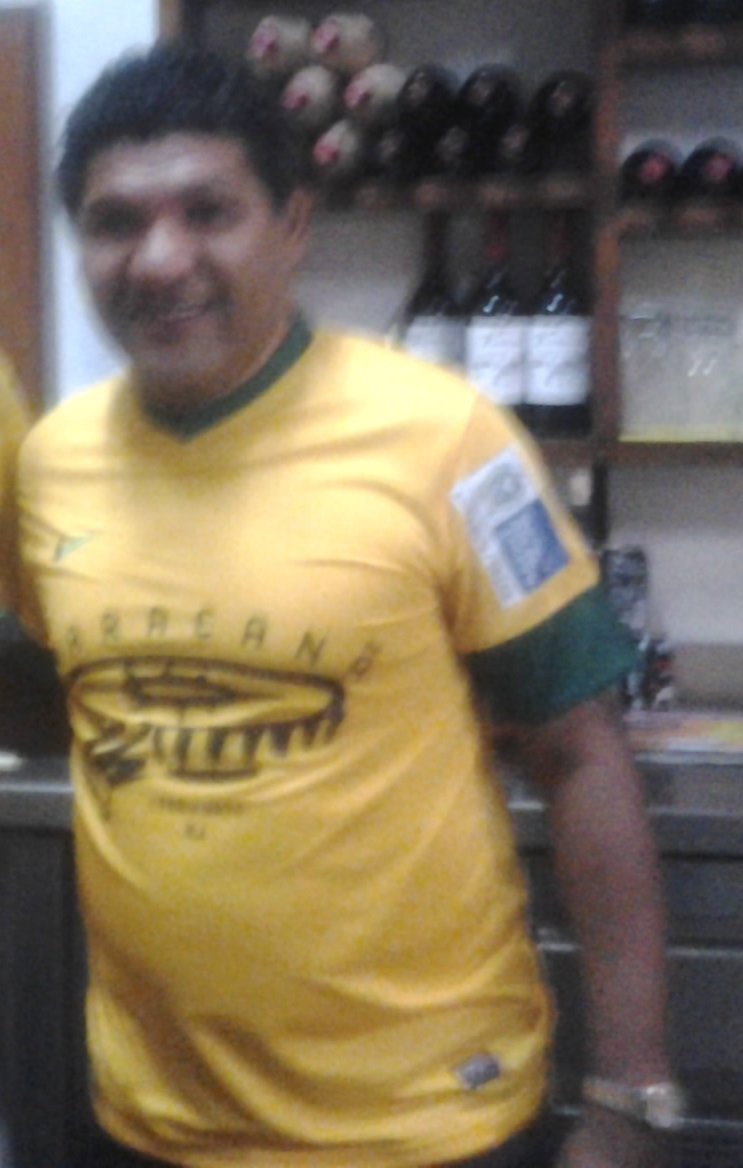
عکس ناواضح از دوناتو گاما دا سیلوا بازیکن برزیلی

دوناتو گاما دا سیلوا (به پرتغالی: Donato Gama da Silva) بازیکن فوتبال اهل برزیل است